# Championnat de France de rugby à XV 2023-2024
Navigation
Top 14 2022-2023 Top 14 2024-2025
La saison 2023-2024 de Top 14 est la 125e édition du championnat de France de rugby à XV. Elle oppose pour la 19e année consécutive les quatorze meilleures équipes professionnelles de rugby à XV françaises. La saison débute le 19 août 2023 et se termine le 28 juin 2024 lors de la finale pour le titre de champion de France.
Le Stade toulousain est tenant du titre après s'être imposé contre le Stade rochelais en finale lors de la saison précédente. Oyonnax Rugby, champion de France de deuxième division 2022-2023, est promu dans le Top 14.
Le début du championnat est marqué par une pause de sept semaines pendant laquelle la Coupe du monde est organisée en France. La finale se déroule exceptionnellement au Stade Vélodrome de Marseille en raison de l'indisponibilité du Stade de France en phase de préparation pour les Jeux olympiques d'été de 2024.
Le 28 juin 2024, le Stade toulousain remporte son 23e bouclier de Brennus face à l'Union Bordeaux Bègles.

## Présentation

### Participants
Les équipes engagées dans la compétition sont les 12 premiers au classement de l'édition précédente, ainsi qu'Oyonnax Rugby promu de Pro D2, à savoir le champion de France de deuxième division et le gagnant du match d'accession 2023 :
| \| Aviron bayonnais Union Bordeaux Bègles Castres · olympique ASM Clermont Lyon OU Montpellier HR Section paloise Oyonnax Rugby USA Perpignan Racing 92 Stade rochelais Stade français Paris RC Toulon Stade toulousain \| Localisation des clubs engagés en championnat. |
| Aviron bayonnais Union Bordeaux Bègles Castres · olympique ASM Clermont Lyon OU Montpellier HR Section paloise Oyonnax Rugby USA Perpignan Racing 92 Stade rochelais Stade français Paris RC Toulon Stade toulousain                                                      |

Depuis le début de l'ère professionnelle en 1998, quatre clubs n'ont jamais été relégués : le Stade toulousain, l'ASM Clermont, le Stade français Paris et le Castres olympique. Montpellier HR connaît également le format à 14 équipes sans interruption depuis la création du Top 14 en 2005.
Dans la liste détaillée des équipes participantes, les clubs sont classés en fonction de leur classement général au Championnat de France professionnel de la saison précédente.
| Club                  | Dernière montée | Budget prév. (M€) | Budget réel (M€) | Classement 2022-2023 | Entraîneur en chef    | Stade                                   | Capacité | Compétition européenne 2023-2024 |
| --------------------- | --------------- | ----------------- | ---------------- | -------------------- | --------------------- | --------------------------------------- | -------- | -------------------------------- |
| Stade toulousain      | 1907            | 46,3              | 62,525           | 1er                  | Ugo Mola              | Stade Ernest-Wallon, Toulouse           | 19 500   | Champions Cup                    |
| Stade rochelais C1    | 2014            | 34,9              | 40,026           | 2e                   | Ronan O'Gara          | Stade Marcel-Deflandre, La Rochelle     | 16 700   | Champions Cup                    |
| Lyon OU               | 2016            | 37,1              | 58,555           | 3e                   | Fabien Gengenbacher   | Matmut Stadium Gerland, Lyon            | 35 029   | Champions Cup                    |
| Stade français        | 1997            | 45,3              | 46,117           | 4e                   | Laurent Labit         | Stade Jean-Bouin, Paris                 | 20 000   | Champions Cup                    |
| Racing 92             | 2009            | 32,1              | 36,048           | 5e                   | Stuart Lancaster      | Paris La Défense Arena, Nanterre        | 32 000   | Champions Cup                    |
| Union Bordeaux Bègles | 2011            | 32,9              | 40,879           | 6e                   | Yannick Bru           | Stade Chaban-Delmas, Bordeaux           | 28 500   | Champions Cup                    |
| RC Toulon C2          | 2008            | 39,6              | 42,385           | 7e                   | Pierre Mignoni        | Stade Mayol, Toulon                     | 18 200   | Champions Cup                    |
| Aviron bayonnais      | 2022            | 27,3              | 29,400           | 8e                   | Grégory Patat         | Stade Jean-Dauger, Bayonne              | 18 069   | Champions Cup                    |
| Castres olympique     | 1989            | 24,7              | 26,466           | 9e                   | Jeremy Davidson       | Stade Pierre-Fabre, Castres             | 12 500   | Challenge Cup                    |
| ASM Clermont          | 1925            | 34,1              | 39,584           | 10e                  | Christophe Urios      | Stade Marcel-Michelin, Clermont-Ferrand | 19 022   | Challenge Cup                    |
| Montpellier HR        | 2003            | 30,4              | 35,391           | 11e                  | Patrice Collazo       | GGL Stadium, Montpellier                | 15 697   | Challenge Cup                    |
| Section paloise       | 2015            | 28,2              | 29,067           | 12e                  | Sébastien Piqueronies | Stade du Hameau, Pau                    | 14 588   | Challenge Cup                    |
| USA Perpignan         | 2021            | 21,0              | 21,976           | 13e                  | Franck Azéma          | Stade Aimé-Giral, Perpignan             | 14 593   | Challenge Cup                    |
| Oyonnax Rugby         | 2023            | 17,0              | 18,315           | 1er (Pro D2)         | Joe El Abd            | Stade Charles-Mathon, Oyonnax           | 11 400   | Challenge Cup                    |

Légende des couleurs et abréviations :

### Calendrier
La LNR publie le calendrier de la nouvelle saison le 10 mai 2022.
| Nom                                            | Date                                    | Équipes participantes |
| ---------------------------------------------- | --------------------------------------- | --------------------- |
| Phase régulière                                |                                         |                       |
| Matchs aller                                   | Matchs aller                            | 14                    |
| 1re journée 11e journée, Boxing Day            | 18, 19 et 20 août 2023 30 décembre 2023 | 14                    |
| Matchs retour                                  |                                         | 14                    |
| 14e journée Fan Days 26e journée               | 8 juin 2024                             | 14                    |
| Phase finale                                   |                                         |                       |
| Barrages                                       | 14 juin 2024                            | 4                     |
| Barrage d'accession                            | 14 juin 2024                            | 2 (1 + 1)             |
| Demi-finales                                   | 21/22 juin 2024, au Matmut Atlantique   | 4 .                   |
| Finale                                         | 28 juin 2024, au Stade Vélodrome        | 2                     |
| En italique : club issu de division inférieure |                                         |                       |

## Compétition

### Saison régulière
La saison régulière voit les 14 équipes s'affronter en matchs aller/retour sur 26 journées. Le calendrier des journées est établi par le Comité Directeur en amont de la première journée.
A l'issue de la saison régulière, les six meilleures équipes au classement accèdent à la phase finale, tandis que la 13e équipe au classement participe au match d'accession contre le finaliste de Pro D2 et que la dernière équipe au classement est reléguée en Pro D2.

#### Classement
Le classement de la saison régulière est établi en fonction des points terrain auxquels sont ajoutés les points de bonus et retranchés, le cas échéant, les points de pénalisation.
Une équipe remporte 4 points terrain par victoire, 2 points terrain par match nul, 0 point par défaite. Une équipe perd 2  points terrain en cas de forfait ou de disqualification, tandis que l'équipe adverse en emporte 5.
Une équipe remporte 1 point de bonus offensif si elle marque au moins 3 essais de plus que son adversaire lors d'une même rencontre, et remporte 1 point de bonus défensif si elle perd de 5 points ou moins.
Si deux ou plusieurs équipes se trouvent à égalité au classement de la saison régulière, les facteurs suivants sont pris en compte pour les départager :
1. Nombre de points terrain, de bonus et de pénalisation obtenus sur l'ensemble des rencontres ayant opposé les équipes concernées ;
2. Goal-average sur l'ensemble de la compétition ;
3. Goal-average sur l'ensemble des rencontres ayant opposé les équipes concernées ;
4. Différence entre le nombre d'essais marqués et concédés sur l'ensemble des rencontres ayant opposé les équipes concernées ;
5. Différence entre le nombre d'essais marqués et concédés sur l'ensemble de la compétition ;
6. Nombre de points marqués dans toutes les rencontres de la compétition ;
7. Nombre d'essais marqués dans toutes les rencontres de la compétition ;
8. Nombre de forfaits n'ayant pas entraîné de forfait général de la compétition ;
9. Classement général durant la saison précédente du championnat[Note 1].

| Rang | Club                  | J  | V  | N | D  | Em  | Ee | Bo | Bd | Pm  | Pe  | Diff | Pts |
| ---- | --------------------- | -- | -- | - | -- | --- | -- | -- | -- | --- | --- | ---- | --- |
| 1    | Stade toulousain T C1 | 26 | 16 | 1 | 9  | 103 | 72 | 7  | 3  | 765 | 592 | +173 | 76  |
| 2    | Stade français Paris  | 26 | 17 | 1 | 8  | 57  | 49 | 4  | 1  | 539 | 511 | +28  | 75  |
| 3    | Union Bordeaux Bègles | 26 | 15 | 0 | 11 | 80  | 65 | 5  | 4  | 677 | 558 | +119 | 69  |
| 4    | RC Toulon             | 26 | 15 | 0 | 11 | 72  | 58 | 5  | 4  | 704 | 519 | +185 | 69  |
| 5    | Stade rochelais       | 26 | 13 | 1 | 12 | 69  | 49 | 5  | 7  | 595 | 496 | +99  | 66  |
| 6    | Racing 92             | 26 | 13 | 0 | 13 | 79  | 56 | 5  | 5  | 622 | 546 | +76  | 62  |
| 7    | Castres olympique     | 26 | 13 | 0 | 13 | 69  | 77 | 4  | 6  | 643 | 642 | +1   | 62  |
| 8    | ASM Clermont          | 26 | 12 | 2 | 12 | 73  | 77 | 6  | 3  | 621 | 671 | -50  | 61  |
| 9    | Section paloise       | 26 | 13 | 0 | 13 | 70  | 76 | 3  | 5  | 630 | 609 | +21  | 60  |
| 10   | USA Perpignan         | 26 | 13 | 0 | 13 | 80  | 85 | 5  | 1  | 634 | 701 | -67  | 58  |
| 11   | Lyon OU               | 26 | 12 | 0 | 14 | 72  | 90 | 5  | 2  | 630 | 754 | -124 | 55  |
| 12   | Aviron bayonnais      | 26 | 11 | 0 | 15 | 64  | 75 | 2  | 6  | 572 | 669 | -97  | 52  |
| 13   | Montpellier HR        | 26 | 9  | 0 | 17 | 60  | 79 | 1  | 7  | 542 | 655 | -113 | 44  |
| 14   | Oyonnax Rugby P       | 26 | 7  | 1 | 18 | 58  | 99 | 0  | 4  | 539 | 790 | -251 | 34  |

Phase finale
- 1er et 2e : demi-finales
- 3e à 6e : barrages

Relégation en Pro D2 2024-2025
- 13e : match d'accession
- 14e : relégation

Compétitions européennes 2024-2025
- 1er à 8e : phase de poule en Champions Cup
- 9e à 12e : phase de poule en Challenge Cup

Abréviations
- T : Tenant du titre
- P : Promu de Pro D2
- C1 : Vainqueur de la Champions Cup 2023-2024
- C2 : Vainqueur de la Challenge Cup 2023-2024

#### Résultats
L'équipe qui reçoit est indiquée dans la colonne de gauche.
| Résultats (▼dom., ►ext.) | BAY   | BOR   | CAS   | CLE   | LYO   | MON   | OYO   | SFR   | PAU   | PER   | RAC   | LAR   | TLN   | TLS   |
| Aviron bayonnais         | —     | 15-34 | 17-28 | 21-13 | 39-10 | 34-19 | 21-17 | 16-3  | 35-16 | 23-20 | 27-23 | 13-12 | 10-46 | 26-7  |
| Union Bordeaux Bègles    | 24-23 | —     | 25-23 | 41-7  | 46-10 | 26-13 | 40-7  | 26-30 | 10-20 | 46-22 | 21-5  | 34-14 | 22-17 | 31-28 |
| Castres olympique        | 37-0  | 41-12 | —     | 20-23 | 29-14 | 27-26 | 39-11 | 27-18 | 24-23 | 13-17 | 21-23 | 25-24 | 25-17 | 31-23 |
| ASM Clermont             | 46-14 | 35-40 | 36-20 | —     | 38-21 | 52-15 | 15-15 | 41-18 | 31-28 | 38-14 | 23-18 | 11-10 | 27-30 | 33-37 |
| Lyon OU                  | 42-29 | 27-10 | 34-19 | 41-22 | —     | 20-18 | 43-26 | 32-36 | 38-20 | 36-24 | 20-14 | 28-17 | 27-15 | 40-28 |
| Montpellier HR           | 28-23 | 10-3  | 30-21 | 17-20 | 41-26 | —     | 21-26 | 10-12 | 22-17 | 20-25 | 16-19 | 26-15 | 27-17 | 22-29 |
| Oyonnax Rugby            | 27-20 | 23-29 | 22-19 | 36-17 | 38-20 | 35-39 | —     | 19-23 | 34-13 | 14-15 | 13-43 | 19-17 | 17-27 | 21-27 |
| Stade français           | 28-24 | 22-18 | 39-16 | 14-14 | 22-13 | 24-9  | 28-18 | —     | 25-12 | 32-19 | 9-13  | 18-13 | 23-20 | 27-12 |
| Section paloise          | 42-40 | 20-11 | 33-44 | 22-11 | 40-10 | 31-23 | 39-17 | 30-6  | —     | 36-24 | 19-17 | 20-29 | 17-9  | 13-9  |
| USA Perpignan            | 36-10 | 37-30 | 43-12 | 28-35 | 51-20 | 23-16 | 27-12 | 7-29  | 24-39 | —     | 26-5  | 27-15 | 26-22 | 27-17 |
| Racing 92                | 28-37 | 23-18 | 34-30 | 26-10 | 22-20 | 20-44 | 66-10 | 11-27 | 24-15 | 59-10 | —     | 32-10 | 20-6  | 20-27 |
| Stade rochelais          | 18-15 | 25-21 | 24-27 | 42-3  | 35-14 | 18-10 | 40-21 | 23-3  | 25-23 | 35-6  | 24-19 | —     | 27-17 | 29-8  |
| RC Toulon                | 19-14 | 32-37 | 41-19 | 52-10 | 30-24 | 54-7  | 41-7  | 19-5  | 36-13 | 44-22 | 31-26 | 25-23 | —     | 20-19 |
| Stade toulousain         | 46-26 | 29-22 | 33-6  | 31-10 | 45-0  | 38-13 | 61-34 | 49-18 | 31-29 | 43-34 | 32-12 | 31-31 | 25-17 | —     |

- Victoire à domicile
- Match nul
- Victoire à l'extérieur

Les points marqués par chaque équipe sont inscrits dans les colonnes centrales (3-4) alors que les essais marqués sont donnés dans les colonnes latérales (1-6). Les points de bonus sont symbolisés par une bordure bleue pour les bonus offensifs (trois essais de plus que l'adversaire), orange pour les bonus défensifs (défaite par moins de cinq points d'écart), rouge si les deux bonus sont cumulés.

### Barrage d'accession
Le club classé à la 13e place au classement à l'issue de la saison régulière dispute à l'extérieur un match d'accession contre le finaliste de Pro D2. Le gagnant joue en première division la saison suivante.
| Barrage d'accession 16 juin 2024 18 h | FC Grenoble | 18 - 20 (18 - 14) | Montpellier HR | Stade des Alpes, Grenoble 19 714 spectateurs Arbitre : Tual Trainini Diffuseur : Canal+ |
| Barrage d'accession 16 juin 2024 18 h | Essai(s) : 2 Barnabé Massa (29e), Terrence Hepetema (39e) Transformation(s) : 1 Sam Davies (29e) Pénalité(s) : 2 Sam Davies (10e, 19e) | Rapport           | Essai(s) : 2 Ben Lam (6e), Gabriel N'Gandebe (13e) Transformation(s) : 2 Louis Carbonel (6e, 13e) Pénalité(s) : 2 Louis Carbonel (63e, 77e) | Stade des Alpes, Grenoble 19 714 spectateurs Arbitre : Tual Trainini Diffuseur : Canal+ |
| Barrage d'accession 16 juin 2024 18 h | | Rapport           | | Stade des Alpes, Grenoble 19 714 spectateurs Arbitre : Tual Trainini Diffuseur : Canal+ |

### Phase finale
Les six premiers au classement de la saison régulière participent à la phase finale. Les deux équipes les mieux classées accèdent directement aux demi-finales et y affrontent les gagnants des matchs de barrages, opposant les équipes classées de la 3e à la 6e place.
Les demi-finales se jouent sur terrain neutre, et les gagnants s'affrontent en finale pour le titre de champion de France.

#### Tableau final
|  | Barrages | Barrages              | Barrages                                    | Barrages              |                                                |                  | Demi-finales                                | Demi-finales                                | Demi-finales                                | Demi-finales                                |  |  | Finale                                       | Finale                                       | Finale                                       | Finale                                       |
|  |          |                       |                                             |                       |                                                |                  |                                             |                                             |                                             |                                             |  |  |                                              |                                              |                                              |                                              |
|  |          |                       |                                             |                       |                                                |                  | 21 juin 2024 au Matmut Atlantique, Bordeaux | 21 juin 2024 au Matmut Atlantique, Bordeaux | 21 juin 2024 au Matmut Atlantique, Bordeaux | 21 juin 2024 au Matmut Atlantique, Bordeaux |  |  | 28 juin 2024 à l'Orange Vélodrome, Marseille | 28 juin 2024 à l'Orange Vélodrome, Marseille | 28 juin 2024 à l'Orange Vélodrome, Marseille | 28 juin 2024 à l'Orange Vélodrome, Marseille |
|  |          |                       |                                             |                       |                                                |                  | 21 juin 2024 au Matmut Atlantique, Bordeaux | 21 juin 2024 au Matmut Atlantique, Bordeaux | 21 juin 2024 au Matmut Atlantique, Bordeaux | 21 juin 2024 au Matmut Atlantique, Bordeaux |  |  | 28 juin 2024 à l'Orange Vélodrome, Marseille | 28 juin 2024 à l'Orange Vélodrome, Marseille | 28 juin 2024 à l'Orange Vélodrome, Marseille | 28 juin 2024 à l'Orange Vélodrome, Marseille |
|  |          |                       |                                             |                       |                                                |                  | 21 juin 2024 au Matmut Atlantique, Bordeaux | 21 juin 2024 au Matmut Atlantique, Bordeaux | 21 juin 2024 au Matmut Atlantique, Bordeaux | 21 juin 2024 au Matmut Atlantique, Bordeaux |  |  | 28 juin 2024 à l'Orange Vélodrome, Marseille | 28 juin 2024 à l'Orange Vélodrome, Marseille | 28 juin 2024 à l'Orange Vélodrome, Marseille | 28 juin 2024 à l'Orange Vélodrome, Marseille |
|  |          |                       |                                             |                       |                                                |                  | 21 juin 2024 au Matmut Atlantique, Bordeaux | 21 juin 2024 au Matmut Atlantique, Bordeaux | 21 juin 2024 au Matmut Atlantique, Bordeaux | 21 juin 2024 au Matmut Atlantique, Bordeaux |  |  | 28 juin 2024 à l'Orange Vélodrome, Marseille | 28 juin 2024 à l'Orange Vélodrome, Marseille | 28 juin 2024 à l'Orange Vélodrome, Marseille | 28 juin 2024 à l'Orange Vélodrome, Marseille |
|  |          |                       |                                             |                       |                                                |                  | 21 juin 2024 au Matmut Atlantique, Bordeaux | 21 juin 2024 au Matmut Atlantique, Bordeaux | 21 juin 2024 au Matmut Atlantique, Bordeaux | 21 juin 2024 au Matmut Atlantique, Bordeaux |  |  | 28 juin 2024 à l'Orange Vélodrome, Marseille | 28 juin 2024 à l'Orange Vélodrome, Marseille | 28 juin 2024 à l'Orange Vélodrome, Marseille | 28 juin 2024 à l'Orange Vélodrome, Marseille |
|  | 1        | Stade toulousain      | 39                                          | 39                    |                                                |                  |                                             |                                             |                                             |                                             |  |  | 28 juin 2024 à l'Orange Vélodrome, Marseille | 28 juin 2024 à l'Orange Vélodrome, Marseille | 28 juin 2024 à l'Orange Vélodrome, Marseille | 28 juin 2024 à l'Orange Vélodrome, Marseille |
|  | 1        | Stade toulousain      | 39                                          | 39                    | 15 juin 2024, au Stade Mayol, Toulon           |                  |                                             |                                             |                                             |                                             |  |  | 28 juin 2024 à l'Orange Vélodrome, Marseille | 28 juin 2024 à l'Orange Vélodrome, Marseille | 28 juin 2024 à l'Orange Vélodrome, Marseille | 28 juin 2024 à l'Orange Vélodrome, Marseille |
|  |          |                       | 5                                           | Stade rochelais       | 23                                             | 23               |                                             |                                             |                                             |                                             |  |  | 28 juin 2024 à l'Orange Vélodrome, Marseille | 28 juin 2024 à l'Orange Vélodrome, Marseille | 28 juin 2024 à l'Orange Vélodrome, Marseille | 28 juin 2024 à l'Orange Vélodrome, Marseille |
|  | 4        | Rugby club toulonnais | 5                                           | Stade rochelais       | 23                                             | 23               | 29                                          | 29                                          |                                             |                                             |  |  | 28 juin 2024 à l'Orange Vélodrome, Marseille | 28 juin 2024 à l'Orange Vélodrome, Marseille | 28 juin 2024 à l'Orange Vélodrome, Marseille | 28 juin 2024 à l'Orange Vélodrome, Marseille |
|  | 4        | Rugby club toulonnais | 22 juin 2024 au Matmut Atlantique, Bordeaux |                       |                                                |                  | 29                                          | 29                                          |                                             |                                             |  |  | 28 juin 2024 à l'Orange Vélodrome, Marseille | 28 juin 2024 à l'Orange Vélodrome, Marseille | 28 juin 2024 à l'Orange Vélodrome, Marseille | 28 juin 2024 à l'Orange Vélodrome, Marseille |
|  | 5        | Stade rochelais       | 34                                          | 34                    |                                                |                  |                                             |                                             |                                             |                                             |  |  | 28 juin 2024 à l'Orange Vélodrome, Marseille | 28 juin 2024 à l'Orange Vélodrome, Marseille | 28 juin 2024 à l'Orange Vélodrome, Marseille | 28 juin 2024 à l'Orange Vélodrome, Marseille |
|  | 5        | Stade rochelais       | 34                                          | 34                    | 1                                              | Stade toulousain | 59                                          | 59                                          |                                             |                                             |  |  |                                              |                                              |                                              |                                              |
|  |          |                       |                                             |                       | 1                                              | Stade toulousain | 59                                          | 59                                          |                                             |                                             |  |  |                                              |                                              |                                              |                                              |
|  |          |                       | 3                                           | Union Bordeaux Bègles | 3                                              | 3                |                                             |                                             |                                             |                                             |  |  |                                              |                                              |                                              |                                              |
|  |          |                       |                                             |                       | 3                                              | 3                |                                             |                                             |                                             |                                             |  |  |                                              |                                              |                                              |                                              |
|  |          |                       |                                             |                       |                                                |                  |                                             |                                             |                                             |                                             |  |  |                                              |                                              |                                              |                                              |
|  |          |                       |                                             |                       |                                                |                  |                                             |                                             |                                             |                                             |  |  |                                              |                                              |                                              |                                              |
|  | 2        | Stade français        | 20                                          | 20                    |                                                |                  |                                             |                                             |                                             |                                             |  |  |                                              |                                              |                                              |                                              |
|  | 2        | Stade français        | 20                                          | 20                    | 16 juin 2024, au Stade Chaban-Delmas, Bordeaux |                  |                                             |                                             |                                             |                                             |  |  |                                              |                                              |                                              |                                              |
|  |          |                       | 3                                           | Union Bordeaux Bègles | 22                                             | 22               |                                             |                                             |                                             |                                             |  |  |                                              |                                              |                                              |                                              |
|  | 3        | Union Bordeaux Bègles | 3                                           | Union Bordeaux Bègles | 22                                             | 22               | 31                                          | 31                                          |                                             |                                             |  |  |                                              |                                              |                                              |                                              |
|  | 3        | Union Bordeaux Bègles |                                             |                       |                                                |                  |                                             | 31                                          |                                             |                                             |  |  |                                              |                                              |                                              |                                              |
|  | 6        | Racing 92             | 17                                          | 17                    |                                                |                  |                                             |                                             |                                             |                                             |  |  |                                              |                                              |                                              |                                              |
|  | 6        | Racing 92             | 17                                          | 17                    |                                                |                  |                                             |                                             |                                             |                                             |  |  |                                              |                                              |                                              |                                              |
|  |          |                       |                                             |                       |                                                |                  |                                             |                                             |                                             |                                             |  |  |                                              |                                              |                                              |                                              |

#### Barrages
Les matchs de barrage ont lieu le weekend du 15 juin 2024 dans les stades des équipes qualifiées les mieux classées.
| Barrage 15 juin 2024 21 h 5 | Rugby club toulonnais | 29 - 34 (15 - 24) | Stade rochelais | Stade Mayol, Toulon 18 200 spectateurs Arbitre : Luc Ramos Diffuseur : Canal+ |
| Barrage 15 juin 2024 21 h 5 | Essai(s) : 2 de pénalité (71e), Singleton (80e+1) Transformation(s) : 2 de pénalité (71e), Biggar (80e+1) Pénalité(s) : 5 Jaminet (5e, 13e, 18e, 24e, 34e) | Rapport           | Essai(s) : 4 Hastoy (9e), Leyds (30e), Favre (38e), Jégou (46e) Transformation(s) : 4 Hastoy (9e, 30e, 38e, 46e) Pénalité(s) : 2 Hastoy (27e, 44e) Carton(s) jaune(s) : 2 Skelton (65e), Cancoriet (71e) | Stade Mayol, Toulon 18 200 spectateurs Arbitre : Luc Ramos Diffuseur : Canal+ |
| Barrage 15 juin 2024 21 h 5 | | Rapport           | | Stade Mayol, Toulon 18 200 spectateurs Arbitre : Luc Ramos Diffuseur : Canal+ |

| Barrage 16 juin 2024 21 h 5 | Union Bordeaux Bègles | 31 - 17 (21 - 12) | Racing 92                                                                                              | Stade Chaban-Delmas 34 462 spectateurs Arbitre : Thomas Charabas Diffuseur : Canal+ |
| Barrage 16 juin 2024 21 h 5 | Essai(s) : 3 Tambwe (19e), Lamothe (40e), Buros (52e) Transformation(s) : 2 Lucu (40e, 52e) Pénalité(s) : 4 Lucu (5e, 13e, 31e, 47e) | Rapport           | Essai(s) : 1 Spring (67e) Pénalité(s) : 4 Tedder (3e, 17e, 24e, 36e) Carton(s) jaune(s) : 1 Woki (39e) | Stade Chaban-Delmas 34 462 spectateurs Arbitre : Thomas Charabas Diffuseur : Canal+ |
| Barrage 16 juin 2024 21 h 5 | | Rapport           | | Stade Chaban-Delmas 34 462 spectateurs Arbitre : Thomas Charabas Diffuseur : Canal+ |

#### Demi-finales
Les demi-finales du championnat ont lieu le weekend du 21 juin 2024.
| Demi-finale 21 juin 2024 20 h 15 | Stade toulousain | 39 - 23 (15 - 20) | Stade rochelais | Matmut Atlantique, Bordeaux 41 835 spectateurs Arbitre : Tual Trainini Diffuseur : Canal+ |
| Demi-finale 21 juin 2024 20 h 15 | Essai(s) : 5 Kinghorn (22e), Mallía (31e, 48e), Chocobares (52e), Lebel (80e) Transformation(s) : 4 Ramos (22e, 48e, 52e, 80e) Pénalité(s) : 2 Ramos (2e, 72e) Carton(s) jaune(s) : 2 Willis (38e), Marchand (61e) | Rapport           | Essai(s) : 2 Latu (11e), Alldritt (38e) Transformation(s) : 2 Hastoy (11e, 38e) Pénalité(s) : 3 Hastoy (19e, 35e, 63e) Carton(s) jaune(s) : 1 Nowell (22e) Carton(s) rouge(s) : 2 Atonio (43e), Wardi (61e) | Matmut Atlantique, Bordeaux 41 835 spectateurs Arbitre : Tual Trainini Diffuseur : Canal+ |
| Demi-finale 21 juin 2024 20 h 15 | | Rapport           | | Matmut Atlantique, Bordeaux 41 835 spectateurs Arbitre : Tual Trainini Diffuseur : Canal+ |

| Demi-finale 22 juin 2024 21 h 5 | Stade français | 20 - 22 (10 - 17) | Union Bordeaux Bègles | Matmut Atlantique, Bordeaux 41 843 spectateurs Arbitre : Pierre Brousset Diffuseur : Canal+ |
| Demi-finale 22 juin 2024 21 h 5 | Essai(s) : 3 Briatte (30e), Peyresblanques (63e, 80e+7) Transformation(s) : 1 Segonds (30e) Pénalité(s) : 1 Segonds (6e) | Rapport           | Essai(s) : 3 Lamothe (17e, 22e), Bochaton (56e) Transformation(s) : 2 Lucu (17e, 22e) Pénalité(s) : 1 Lucu (13e) Carton(s) jaune(s) : 1 Cazeaux (80e+5) | Matmut Atlantique, Bordeaux 41 843 spectateurs Arbitre : Pierre Brousset Diffuseur : Canal+ |
| Demi-finale 22 juin 2024 21 h 5 | | Rapport           | | Matmut Atlantique, Bordeaux 41 843 spectateurs Arbitre : Pierre Brousset Diffuseur : Canal+ |

#### Finale
La finale du championnat a lieu le 28 juin 2024 au Stade Vélodrome, à Marseille. Le Stade de France est indisponible en vue des Jeux olympiques et paralympiques d'été de 2024. Le Stade toulousain remporte le match 59 à 3 face à l’Union Bordeaux Bègles et conserve ainsi le Bouclier de Brennus. Antoine Dupont est désigné Homme du match à l’issue de la rencontre.
| Finale 28 juin 2024 21 h 5 | Stade toulousain | 59 - 3 (22 - 3) | Union Bordeaux Bègles                                         | Orange Vélodrome, Marseille 66 760 spectateurs Arbitre : Ludovic Cayre Diffuseur : Canal+, France 2 |
| Finale 28 juin 2024 21 h 5 | Essai(s) : 9 Dupont (7e, 24e), Mauvaka (21e), Ramos (64e, 75e), Marchand (68e), Kingohorn (71e), Ainuu (79e), Capuozzo (82e) Transformation(s) : 4 Ramos (7e, 24e), Kinghorn (71e), Ntamack (79e) Pénalité(s) : 2 Ramos (15e, 44e) |                 | Pénalité(s) : 1 Lucu (11e) Carton(s) jaune(s) : 1 Tatafu (7e) | Orange Vélodrome, Marseille 66 760 spectateurs Arbitre : Ludovic Cayre Diffuseur : Canal+, France 2 |
| Finale 28 juin 2024 21 h 5 | |                 |                                                               | Orange Vélodrome, Marseille 66 760 spectateurs Arbitre : Ludovic Cayre Diffuseur : Canal+, France 2 |

## Statistiques

### Leader par journée
|     | —— | —— | ——  | ——  | —— | —— | ——        | ——        | ——        | ——        | ——        | ——        | ——             | ——             | ——             | ——             | ——             | ——             | ——             | ——             | ——             | ——       | ——       | ——       | ——       | —— |  |
| LOU | SF | SF | Pau | Pau | SF | SF | Racing 92 | Racing 92 | Racing 92 | Racing 92 | Racing 92 | Racing 92 | Stade Français | Stade Français | Stade Français | Stade Français | Stade Français | Stade Français | Stade Français | Stade Français | Stade Français | Toulouse | Toulouse | Toulouse | Toulouse |    |  |
|     |    |    |     |     |    |    |           |           |           |           |           |           |                |                |                |                |                |                |                |                |                |          |          |          |          |    |  |
|     |    |    |     |     |    |    |           |           |           |           |           |           |                |                |                |                |                |                |                |                |                |          |          |          |          |    |  |
| 1   | 2  | 3  | 4   | 5   | 6  | 7  | 8         | 9         | 10        | 11        | 12        | 13        | 14             | 15             | 16             | 17             | 18             | 19             | 20             | 21             | 22             | 23       | 24       | 25       | 26       |    |  |

### Dernier par journée
|               | ——            | ——            | ——            | ——            | ——            | ——             | ——             | ——             | ——             | ——             | ——             | ——             | ——             | ——            | ——            | ——            | ——            | ——            | ——            | ——            | ——            | ——            | ——            | ——            | ——            | —— |  |
| USA Perpignan | USA Perpignan | USA Perpignan | USA Perpignan | USA Perpignan | USA Perpignan | Montpellier HR | Montpellier HR | Montpellier HR | Montpellier HR | Montpellier HR | Montpellier HR | Montpellier HR | Montpellier HR | Oyonnax Rugby | Oyonnax Rugby | Oyonnax Rugby | Oyonnax Rugby | Oyonnax Rugby | Oyonnax Rugby | Oyonnax Rugby | Oyonnax Rugby | Oyonnax Rugby | Oyonnax Rugby | Oyonnax Rugby | Oyonnax Rugby |    |  |
|               |               |               |               |               |               |                |                |                |                |                |                |                |                |               |               |               |               |               |               |               |               |               |               |               |               |    |  |
|               |               |               |               |               |               |                |                |                |                |                |                |                |                |               |               |               |               |               |               |               |               |               |               |               |               |    |  |
| 1             | 2             | 3             | 4             | 5             | 6             | 7              | 8              | 9              | 10             | 11             | 12             | 13             | 14             | 15            | 16            | 17            | 18            | 19            | 20            | 21            | 22            | 23            | 24            | 25            | 26            |    |  |

### Évolution du classement
| Journée →             | 1  | 2  | 3  | 4  | 5  | 6  | 7  | 8  | 9  | 10 | 11 | 12 | 13 | 14 | 15 | 16 | 17 | 18 | 19 | 20 | 21 | 22 | 23 | 24 | 25 | 26 | Q  | B  | R  |
| Club ↓                |    |    |    |    |    |    |    |    |    |    |    |    |    |    |    |    |    |    |    |    |    |    |    |    |    |    |    |    |    |
| --------------------- | -- | -- | -- | -- | -- | -- | -- | -- | -- | -- | -- | -- | -- | -- | -- | -- | -- | -- | -- | -- | -- | -- | -- | -- | -- | -- | -- | -- | -- |
| Aviron bayonnais      | 3  | 6  | 11 | 9  | 10 | 11 | 9  | 12 | 10 | 10 | 10 | 10 | 10 | 10 | 10 | 11 | 9  | 9  | 9  | 10 | 10 | 12 | 11 | 11 | 11 | 12 | 2  |    |    |
| Union Bordeaux Bègles | 9  | 5  | 7  | 8  | 7  | 8  | 10 | 7  | 7  | 4  | 2  | 2  | 3  | 3  | 3  | 4  | 3  | 4  | 3  | 6  | 5  | 3  | 3  | 3  | 3  | 3  | 18 |    |    |
| Castres olympique     | 7  | 4  | 3  | 2  | 5  | 4  | 3  | 5  | 3  | 6  | 6  | 7  | 7  | 7  | 5  | 3  | 5  | 5  | 7  | 8  | 9  | 8  | 8  | 10 | 8  | 7  | 14 |    |    |
| ASM Clermont          | 12 | 8  | 6  | 10 | 4  | 6  | 6  | 8  | 8  | 8  | 9  | 9  | 9  | 6  | 8  | 8  | 10 | 11 | 10 | 11 | 12 | 11 | 10 | 8  | 10 | 8  | 5  |    |    |
| Lyon OU               | 1  | 9  | 8  | 6  | 8  | 9  | 12 | 10 | 12 | 12 | 12 | 13 | 11 | 12 | 11 | 10 | 11 | 10 | 12 | 12 | 11 | 10 | 12 | 12 | 12 | 11 | 2  | 1  |    |
| Montpellier HR        | 5  | 10 | 13 | 12 | 13 | 13 | 14 | 14 | 14 | 14 | 14 | 14 | 14 | 14 | 13 | 13 | 12 | 12 | 13 | 13 | 13 | 13 | 13 | 13 | 13 | 13 | 1  | 13 | 8  |
| Oyonnax Rugby         | 4  | 12 | 12 | 13 | 11 | 12 | 11 | 9  | 11 | 11 | 11 | 12 | 13 | 13 | 14 | 14 | 14 | 14 | 14 | 14 | 14 | 14 | 14 | 14 | 14 | 14 | 1  | 3  | 12 |
| Stade français Paris  | 2  | 1  | 1  | 4  | 3  | 1  | 1  | 3  | 5  | 3  | 5  | 3  | 2  | 1  | 1  | 1  | 1  | 1  | 1  | 1  | 1  | 1  | 2  | 2  | 2  | 2  | 26 |    |    |
| Section paloise       | 8  | 3  | 2  | 1  | 1  | 2  | 4  | 2  | 4  | 2  | 4  | 6  | 6  | 9  | 7  | 5  | 8  | 7  | 8  | 7  | 7  | 9  | 7  | 7  | 9  | 9  | 13 |    |    |
| USA Perpignan         | 14 | 14 | 14 | 14 | 14 | 14 | 13 | 13 | 13 | 13 | 13 | 11 | 12 | 11 | 12 | 12 | 13 | 13 | 11 | 9  | 8  | 7  | 9  | 9  | 7  | 10 |    | 7  | 6  |
| Racing 92             | 6  | 2  | 4  | 3  | 2  | 3  | 2  | 1  | 1  | 1  | 1  | 1  | 1  | 4  | 4  | 6  | 6  | 6  | 4  | 3  | 3  | 4  | 5  | 6  | 6  | 6  | 26 |    |    |
| Stade rochelais       | 10 | 11 | 9  | 11 | 12 | 10 | 8  | 11 | 9  | 9  | 8  | 8  | 8  | 8  | 9  | 9  | 7  | 3  | 6  | 5  | 6  | 5  | 6  | 5  | 5  | 5  | 9  |    |    |
| RC Toulon             | 11 | 13 | 10 | 7  | 9  | 7  | 5  | 4  | 2  | 5  | 3  | 5  | 5  | 5  | 6  | 7  | 5  | 8  | 5  | 4  | 4  | 6  | 4  | 4  | 3  | 4  | 18 | 1  |    |
| Stade toulousain      | 13 | 7  | 5  | 5  | 6  | 5  | 7  | 6  | 6  | 7  | 7  | 4  | 4  | 2  | 2  | 2  | 2  | 2  | 2  | 2  | 2  | 2  | 1  | 1  | 1  | 1  | 21 | 1  |    |

- Qualification pour les demi-finales.
- Qualification pour les barrages.
- Qualification pour la Champions Cup 2024-2025
- Participation au barrage de promotion-relégation face au finaliste de Pro D2 2023-2024.
- Relégation en Pro D2 pour la saison suivante.
- X.1 : Nombre de matchs en retard.

### État de forme des équipes
| Journée ╱ Équipe      | 1 | 2 | 3 | 4 | 5 | 6 | 7 | 8 | 9 | 10 | 11 | 12 | 13 | 14 | 15 | 16 | 17 | 18 | 19 | 20 | 21 | 22 | 23 | 24 | 25 | 26 |
| --------------------- | - | - | - | - | - | - | - | - | - | -- | -- | -- | -- | -- | -- | -- | -- | -- | -- | -- | -- | -- | -- | -- | -- | -- |
| Aviron bayonnais      | V | D | D | V | D | D | V | D | V | D  | V  | D  | V  | D  | V  | D  | V  | D  | V  | D  | D  | D  | V  | V  | D  | D  |
| Union Bordeaux Bègles | D | V | V | D | V | D | D | V | V | V  | V  | V  | D  | V  | D  | D  | V  | D  | V  | D  | V  | V  | V  | D  | D  | V  |
| Castres olympique     | V | D | V | V | D | V | V | D | V | D  | D  | D  | D  | V  | V  | V  | D  | D  | D  | D  | V  | D  | V  | D  | V  | V  |
| ASM Clermont          | D | V | V | D | V | V | D | D | V | D  | D  | N  | V  | V  | D  | D  | D  | N  | V  | D  | D  | V  | V  | V  | D  | V  |
| Lyon OU               | V | D | D | V | D | D | D | V | D | D  | V  | D  | V  | D  | V  | V  | D  | V  | D  | V  | D  | V  | D  | V  | D  | V  |
| Montpellier HR        | V | D | D | D | D | D | D | D | D | V  | D  | V  | V  | D  | V  | V  | V  | V  | D  | D  | D  | D  | D  | D  | V  | D  |
| Oyonnax Rugby         | V | D | D | D | V | D | V | V | D | D  | V  | D  | D  | D  | D  | D  | D  | N  | D  | D  | D  | V  | D  | D  | V  | D  |
| Stade français Paris  | V | V | V | D | V | V | D | D | V | V  | D  | N  | V  | V  | V  | V  | V  | D  | V  | V  | V  | D  | D  | V  | D  | V  |
| Section paloise       | D | V | V | V | V | V | D | V | D | V  | D  | D  | D  | D  | V  | V  | D  | V  | D  | D  | V  | D  | V  | D  | D  | V  |
| USA Perpignan         | D | D | D | D | V | D | V | D | D | V  | V  | V  | D  | V  | D  | V  | D  | V  | V  | V  | V  | V  | D  | D  | V  | D  |
| Racing 92             | V | D | V | V | V | D | V | V | D | V  | D  | V  | D  | D  | D  | D  | D  | V  | V  | V  | V  | D  | D  | D  | V  | D  |
| Stade rochelais       | D | V | D | D | D | V | V | D | V | D  | V  | V  | D  | V  | D  | D  | V  | V  | D  | V  | D  | V  | D  | V  | N  | V  |
| RC Toulon             | D | V | D | V | D | V | V | V | V | D  | V  | D  | V  | D  | D  | D  | V  | D  | V  | V  | V  | D  | V  | V  | V  | D  |
| Stade toulousain      | D | V | V | V | D | V | D | V | D | V  | D  | V  | V  | V  | V  | V  | V  | D  | D  | V  | D  | V  | V  | V  | N  | D  |

Séries de victoires : 6
- Stade toulousain : de la 12e à la 17e journée.

Séries de matchs sans défaite : 6
- Stade toulousain : de la 12e à la 17e journée;
- Stade français Paris : de la 12e à la 17e journée.

Séries de défaites : 8
- Montpellier HR : de la 2e à la 9e journée.

Séries de matchs sans victoire : 10
- Oyonnax Rugby : de la 12e à la 21e journée.

### Meilleurs réalisateurs
| Rang | Joueur         | Club              | Poste            | Points | Essais | Transf. | Pén. | Drop |
| ---- | -------------- | ----------------- | ---------------- | ------ | ------ | ------- | ---- | ---- |
| 1    | Joe Simmonds   | Section paloise   | Demi d'ouverture | 246    | 1      | 44      | 51   | -    |
| 2    | Camille Lopez  | Aviron bayonnais  | Demi d'ouverture | 227    | -      | 49      | 40   | 3    |
| 3    | Melvyn Jaminet | RC Toulon         | Arrière          | 223    | 4      | 28      | 49   | -    |
| 4    | Louis Carbonel | Montpellier HR    | Demi d'ouverture | 204    | 1      | 41      | 38   | 1    |
| 5    | Pierre Popelin | Castres olympique | Demi d'ouverture | 175    | 3      | 29      | 34   | -    |
| 6    | Tommaso Allan  | USA Perpignan     | Demi d'ouverture | 173    | 5      | 32      | 28   | -    |
| 7    | Paddy Jackson  | Lyon OU           | Demi d'ouverture | 168    | 2      | 31      | 30   | 2    |
| 8    | Domingo Miotti | Oyonnax Rugby     | Demi d'ouverture | 164    | -      | 25      | 37   | 1    |
| 9    | Tristan Tedder | Racing 92         | Demi d'ouverture | 157    | 4      | 22      | 31   | -    |
| 10   | Thomas Ramos   | Stade toulousain  | Arrière          | 155    | 5      | 38      | 20   | -    |

### Meilleurs marqueurs
| Rang | Joueur             | Club                  | Poste         | Essais |
| ---- | ------------------ | --------------------- | ------------- | ------ |
| 1    | Baptiste Couilloud | Lyon OU               | Demi de mêlée | 17     |
| 2    | Damian Penaud      | Union Bordeaux Bègles | Ailier        | 14     |
| 3    | Tavite Veredamu    | USA Perpignan         | Ailier        | 12     |
| 4    | Bautista Delguy    | ASM Clermont          | Ailier        | 11     |
| 5    | Matthis Lebel      | Stade toulousain      | Ailier        | 10     |
| -    | Alivereti Raka     | ASM Clermont          | Ailier        | 10     |

## Récompenses

### Joueur du mois
Tous les mois, les internautes votent sur le site de la LNR pour élire le joueur du mois. La récompense est décernée en partenariat avec la Société générale.
| Mois     | Premier            | Premier               | Premier | Deuxième           | Deuxième              | Deuxième | Troisième       | Troisième         | Troisième |
| Mois     | Joueur             | Club                  | Votes   | Joueur             | Club                  | Votes    | Joueur          | Club              | Votes     |
| -------- | ------------------ | --------------------- | ------- | ------------------ | --------------------- | -------- | --------------- | ----------------- | --------- |
| Août     | Camille Lopez      | Aviron bayonnais      | 62%     | Nicolas Depoortère | Union Bordeaux Bègles | 27%      | Xavier Mignot   | Lyon OU           | 11%       |
| Novembre | Esteban Abadie     | RC Toulon             | 54%     | Paddy Jackson      | Lyon OU               | 31%      | Tyler Ardron    | Castres olympique | 15%       |
| Décembre | Damian Penaud      | Union Bordeaux Bègles | 67%     | Posolo Tuilagi     | USA Perpignan         | 27%      | Tom Staniforth  | Castres olympique | 6%        |
| Janvier  | Antoine Dupont     | Stade toulousain      | 84%     | Jeremy Ward        | Stade français        | 11%      | Jan Serfontein  | Montpellier HR    | 5%        |
| Février  | Baptiste Couilloud | Lyon OU               | 51%     | Louis Carbonel     | Montpellier HR        | 26%      | Leone Nakarawa  | Castres olympique | 23%       |
| Mars     | Baptiste Serin     | RC Toulon             | 45%     | Théo Attissogbé    | Section paloise       | 37%      | Tavite Veredamu | USA Perpignan     | 18%       |
| Avril    | Damian Penaud      | Union Bordeaux Bègles | 64%     | Posolo Tuilagi     | USA Perpignan         | 24%      | Lucas Dubois    | USA Perpignan     | 12%       |
| Mai      | Charles Ollivon    | RC Toulon             | 60%     | Facundo Bosch      | Aviron bayonnais      | 22%      | Beka Gorgadze   | Section paloise   | 18%       |

### Équipe type
À l'issue de la saison, durant l'été, les internautes votent sur le site de la LNR pour former le XV de la saison. Le 19 juillet 2024, l'équipe type est dévoilée.
| Avants | Arrières |
| --- | --- |
| 1 Cyril Baille, Stade toulousain 2 Peato Mauvaka, Stade toulousain 3 Uini Atonio, Stade rochelais 4 Thibaud Flament, Stade toulousain 5 Tom Staniforth, Castres olympique 6 Esteban Abadie, RC Toulon 7 Sekou Macalou, Stade français 8 Grégory Alldritt, Stade rochelais | 90 Antoine Dupont, Stade toulousain 10 Thomas Ramos, Stade toulousain 11 Louis Bielle-Biarrey, Union Bordeaux Bègles 12 Yoram Moefana, Union Bordeaux Bègles 13 Jeremy Ward, Stade français 14 Damian Penaud, Union Bordeaux Bègles 15 Blair Kinghorn, Stade toulousain |

### Nuit du Rugby
Lors de la vingtième Nuit du Rugby, Antoine Dupont est élu meilleur joueur de la saison. Le joueur de la Section paloise Théo Attissogbe est élu Révélation de l'année. Enfin, le plus bel essai de la saison est attribué au joueur du Stade français, le Fidjien Peniasi Dakuwaqa, avec son essai marqué lors de la seizième journée contre le Racing 92.
Le meilleur staff est celui du Stade toulousain.